# Municipio de Decoria
El municipio de Decoria (en inglés: Decoria Township) es un municipio ubicado en el condado de Blue Earth en el estado estadounidense de Minnesota. En el año 2010 tenía una población de 1104 habitantes y una densidad poblacional de 11,88 personas por km².

## Geografía
El municipio de Decoria se encuentra ubicado en las coordenadas 44°4′21″N 93°56′53″O / 44.07250, -93.94806. Según la Oficina del Censo de los Estados Unidos, el municipio tiene una superficie total de 92.94 km², de la cual 92,89 km² corresponden a tierra firme y (0,05 %) 0,04 km² es agua.

## Demografía
Según el censo de 2010, había 1104 personas residiendo en el municipio de Decoria. La densidad de población era de 11,88 hab./km². De los 1104 habitantes, el municipio de Decoria estaba compuesto por el 99,09 % blancos, el 0,09 % eran afroamericanos, el 0,09 % eran amerindios, el 0,18 % eran asiáticos y el 0,54 % eran de una mezcla de razas. Del total de la población el 0,63 % eran hispanos o latinos de cualquier raza.